# St.-Lukas-Kirche (Leipzig)

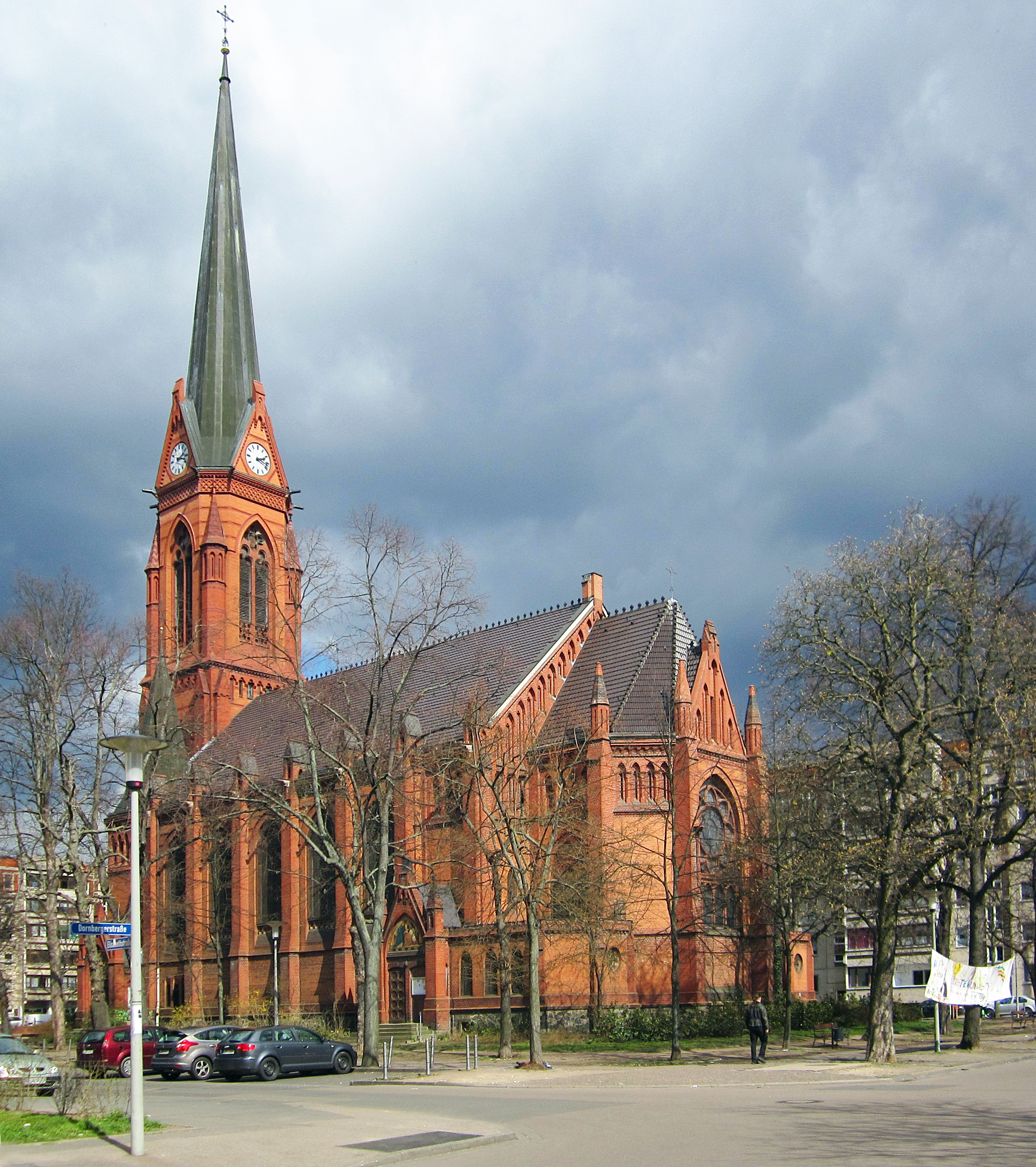
Lukaskirche aus Richtung Südwesten (2015)

Die St. Lukaskirche ist ein evangelisch-lutherisches Gotteshaus im Leipziger Osten im Zentrum des Ortsteils Volkmarsdorf. Der mit Spitzhelm bekrönte, 71 Meter hohe Turm ist das weithin sichtbare Wahrzeichen des Stadtteils. Seit 2015 nutzt die altlutherische St. Trinitatisgemeinde Leipzig der SELK den Sakralbau, der es seit 2017 auch gehört.
Der Bau der historistischen, vorwiegend neugotischen Kirche aus rotem Backstein von 1891 bis 1893 hatte seine Ursache im Aufstieg Volkmarsdorfs zu einem bevölkerungsreichen Arbeitervorort. In den 1980er-Jahren war die St. Lukasgemeinde ein Treffpunkt der Menschenrechts- und Umweltbewegung kurz vor der Friedlichen Revolution in der DDR. Die Kirchgemeinde fusionierte 2002 mit Sellerhausens Emmauskirchgemeinde zur Kirchgemeinde Sellerhausen-Volkmarsdorf. 

## Baugeschichte
Das Vorwerk und spätere Rittergut Volkmarsdorf gehörte bis 1891 zur Parochie Schönefeld. Mit dem Bevölkerungsboom Leipzigs während der Hochindustrialisierung stieg auch die Einwohnerzahl Volkmarsdorfs in der zweiten Hälfte des 19. Jahrhunderts sprunghaft an. Politisch wurde Volkmarsdorf 1890 in die Stadt Leipzig eingemeindet. Am 1. Mai 1891 wurde eine eigenständige evangelisch-lutherische Kirchgemeinde gegründet und der Bau einer geräumigen Kirche beschlossen.
Mit den Bauplanungen wurde der Leipziger Architekt Julius Zeißig beauftragt. Am 9. August 1891 erfolgte die Grundsteinlegung auf dem Volkmarsdorfer Markt südlich der Eisenbahnstraße. Am 19. März 1893 (Sonntag Judika) wurde die nach dem Evangelisten St. Lukas benannte Kirche mit einem Festgottesdienst geweiht. Zu diesem Zeitpunkt zählte die Kirchgemeinde etwa 18.000 Glieder.

## Jüngere Geschichte

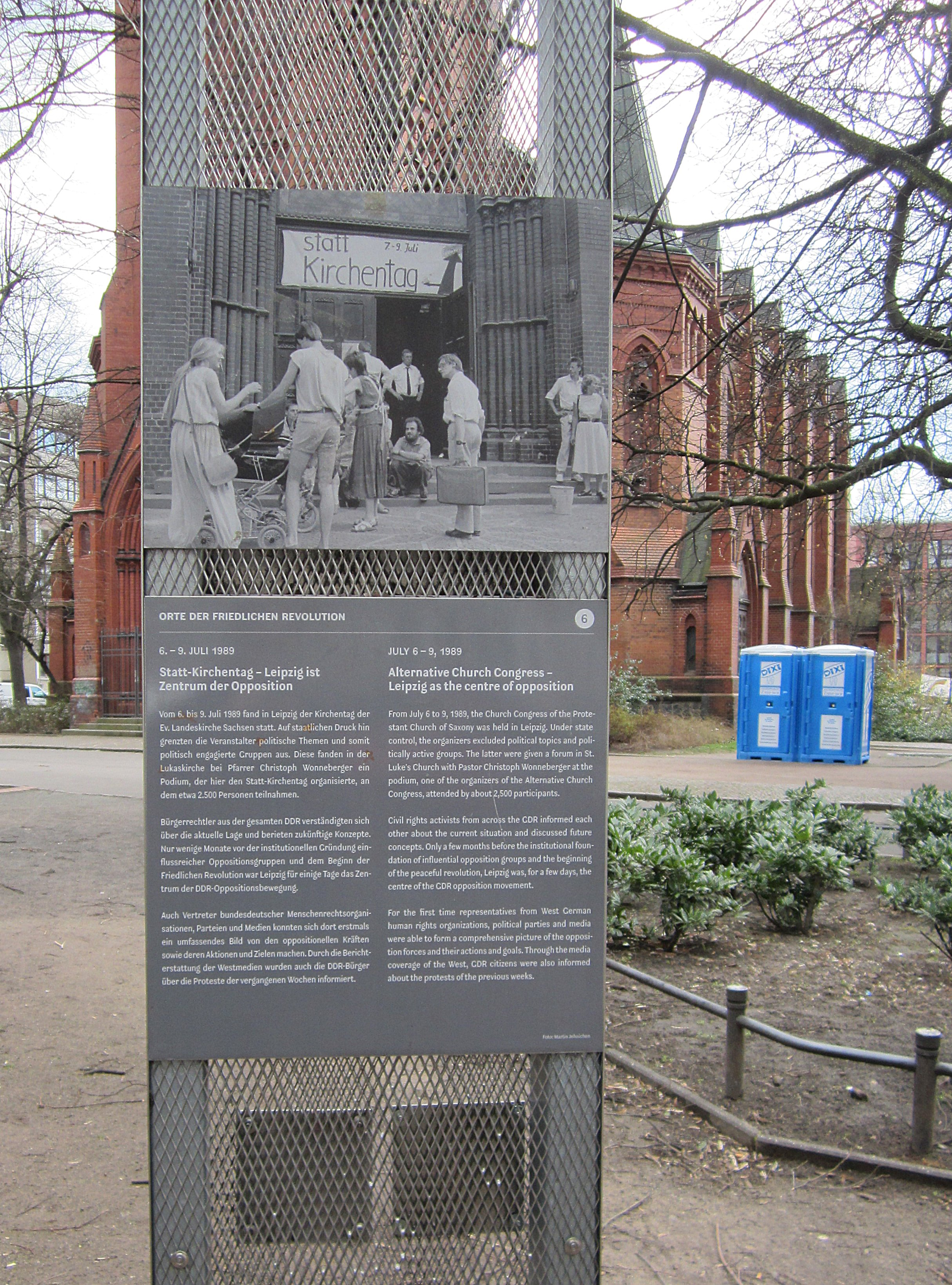
Gedenktafel 1989 an der Lukaskirche (2015)

In den 1980er Jahren entwickelte sich die St. Lukaskirche zu einem Sammelpunkt von DDR-Oppositionellen. 1986 gründete sich die Arbeitsgruppe Menschenrechte mit Pfarrer Christoph Wonneberger, die später eng mit dem Arbeitskreis Gerechtigkeit Leipzig zusammenarbeitete, der sich überwiegend aus Studenten des Theologischen Seminars Leipzig gegründet hatte. Ein Konzert des Liedermachers Stephan Krawczyk am 22. März 1987 führte zu einer Rüge des Pfarrers Christoph Wonneberger durch die Kirchenleitung. Vom 6. bis 9. Juli 1989 wurde anlässlich des Kirchentages der Landeskirche Sachsens der statt-kirchentag veranstaltet, der sich gegen den Ausschluss politisch kritischer Gruppen aus dem offiziellen Kirchentagsgeschehen richtete. Mehrfach fanden Treffen des Sonnabendskreises im Gemeindehaus statt. Auch der Appell zur Gewaltfreiheit zum 9. Oktober 1989 wurde im Gemeindehaus verfasst und gedruckt.
Nach starkem Glieder-Rückgang (die Kirchgemeinde hatte anfänglich 18.000, zur Zeit des Ersten Weltkriegs 10.000–15.000, zum Schluss etwa 350 Glieder) fusionierte die St. Lukaskirchgemeinde zum 1. Januar 2002 mit der Emmauskirchgemeinde im benachbarten Stadtteil Sellerhausen, in der St. Lukaskirche wurde nur noch sporadisch Gottesdienst gefeiert. 
Seit 2015 wird die St. Lukaskirche durch die Evangelisch-Lutherische St. Trinitatisgemeinde, die zur altlutherischen SELK gehört, als Gottesdienststätte genutzt. Am 5. September 2017 verkaufte das zur evangelischen Landeskirche gehörige Kirchspiel im Leipziger Osten das Grundstück mit dem Gotteshaus an die lutherische Gemeinde der SELK. Für die umfangreiche Renovierung wurden rund 750.000 Euro ausgegeben. Der Altarraum wurde in seiner ursprünglichen Form mit dem restaurierten Hochaltar wiederhergestellt.

## Architektur und Ausstattung

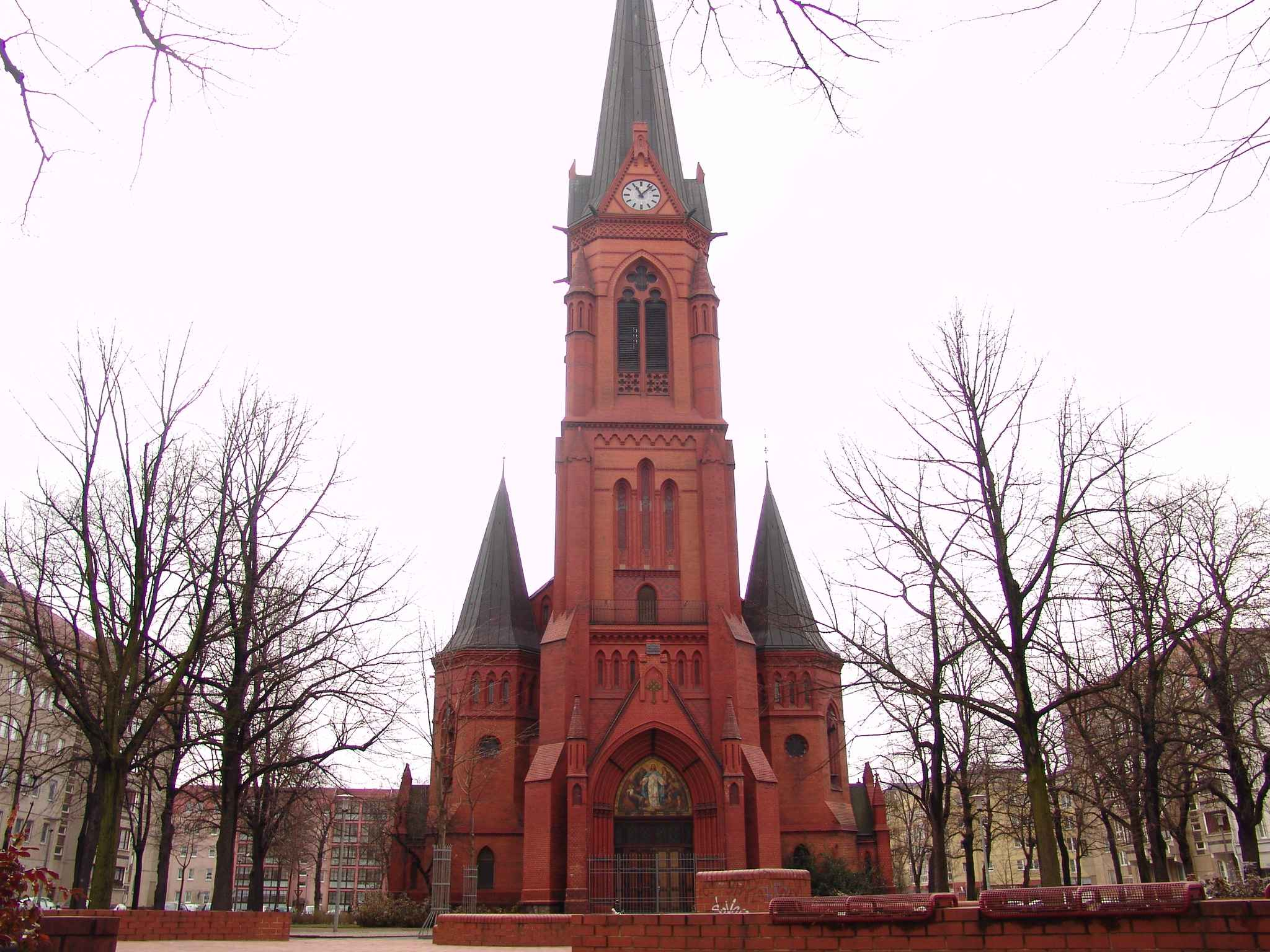
Nordseite der Lukaskirche (2005)

Sowohl die äußere Form als auch die innere Gestaltung der Kirche sind vom ausgehenden Historismus, insbesondere der Neugotik, geprägt. Das offene, hallenartige Kirchenschiff ist insgesamt 46 Meter lang und maximal 21 Meter breit. Es wird auf beiden Seiten durch fünf große Fenster erhellt und öffnet sich dem dreiseitig geschlossenen, schlichten Chorraum. Dessen linker Anbau diente als Trau- und Taufkapelle bzw. als Unterrichtsraum für Konfirmanden, im rechten Anbau ist die Sakristei untergebracht. Als besonders wertvoll werden die fünf szenischen Fliesenbilder in den Bogenfeldern der Eingänge erachtet, deren Entwürfe von Erhard Lieberstein, Professor an der Leipziger Kunstakademie stammen und die von der Firma Villeroy & Boch im Dresdner Stadtteil Leipziger Vorstadt gefertigt wurden.

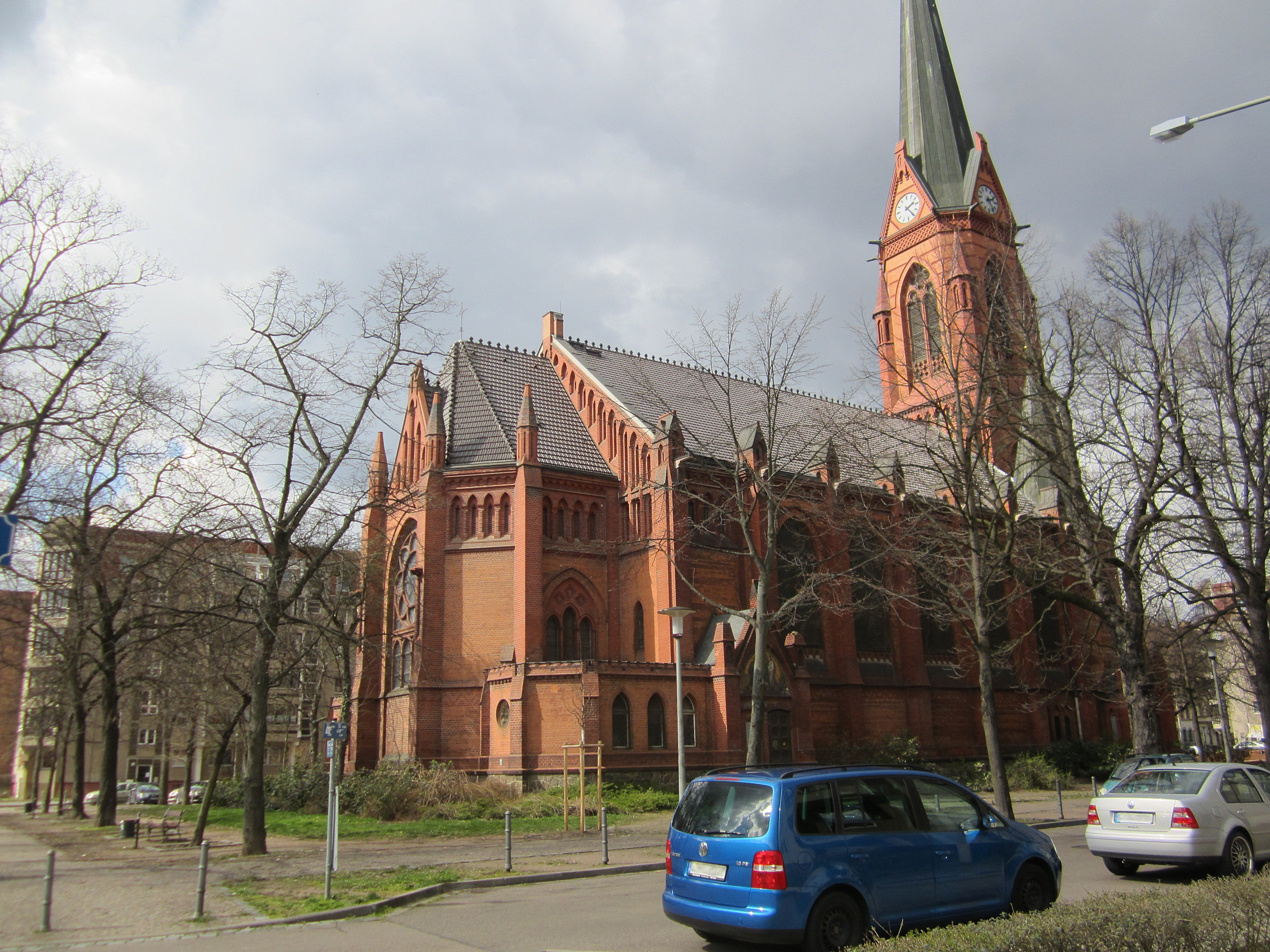
Südostseite der Lukaskirche in Leipzig-Volkmarsdorf (2015)

Das Innere des Kirchenschiffs ist stark durch die freitragende, ursprünglich mit Farbe und Gold abgesetzte Holzdecke geprägt; hölzerne Emporen, Gestühl und Wandpaneele fügen sich zu einem wirkungsvollen Ganzen. Ein Rosettenmuster überzog teppichartig die Wände und Decken der Choranbauten. Das große Fenster im Altarraum, gefertigt von der Zittauer Firma Türcke & Schlein, bildet dabei den Blickpunkt des Innenraumes: In vier spitzbögigen Öffnungen sind die Evangelisten dargestellt, den übrigen Raum füllt eine ornamentale Rose mit dem Bild des erhöhten Christus in der Mitte. Die ehemals prächtige und aufwändige Innengestaltung lässt sich heute allerdings kaum noch erahnen. Ursache hierfür sind zum einen die Luftangriffe auf Leipzig gegen Ende des Zweiten Weltkrieges (insbesondere am 6. April 1945), bei denen der Turm beschädigt, ein Drittel der Kirchenfenster zerschlagen und eine Tür schwer getroffen wurden. Zum anderen blieb auch durch die Umbauten nur wenig von der originalen Ausstattung erhalten.
Fünf Jahre nach Ende des Zweiten Weltkriegs wurden die stark beschädigten Kirchenfenster neu verglast, 1957 wurde der reparaturbedürftige Turm ausgebessert. Bei Umbauarbeiten ab 1964 wurden die hölzerne Ausstattung des Altarraumes und der vordere Teil der Kirchenbänke im Kirchenschiff entfernt, ebenso die Kanzel und der Altar. Die Altarplatte fand beim Bau des neuen, schlichten Altartisches Verwendung. Der so umgestaltete Altarraum konnte nun für kleinere Gottesdienste genutzt werden. Bei den letzten Renovierungsarbeiten wurde auch die Fassung der Decke vereinfacht.
An die Umgestaltung des Stadtteils in den 1980er Jahren, den Abriss der noch vom Krieg beschädigten drei- und viergeschossigen Wohnhäuser und ihre Ersetzung durch Plattenbauten erinnerte ein Kreuz im Altarraum. Es wurde aus Dachbalken eines benachbarten Abrisshauses gefertigt. Das Kreuz wurde dem Zeitgeschichtlichen Forum Leipzig vermacht und ist in St. Lukas nach der Renovierung des Altarraums dort nicht mehr vorhanden. Es wurde überlegt, die Kanzel der profanierten Kirche Greiz-Aubachtal zu übernehmen, da sie von demselben Architekten stammt und die bisherige Kanzel der St. Lukaskirche unauffindbar ist. Aus Kostengründen stellte die Kirchgemeinde dies Projekt im Jahr 2024 bisher zurück.

## Orgel
Die Firma Rühlmann in Zörbig baute im Jahre 1893 die pneumatische Orgel mit 32 Registern, zwei Manualen, Pedal und neugotischem Prospekt. 1936 und 1939 wurde die Orgel von der Firma Jehmlich in Dresden stark verändert. Eine Reparatur der mehrere Jahrzehnte nicht mehr bespielbaren Orgel fand im Jahr 2018 statt.
Heutige Disposition
| I Hauptwerk C–f3 |            |        |
| 1.               | Principal  | 16′ *  |
| 2.               | Principal  | 8′ *   |
| 3.               | Rohrflöte  | 8′     |
| 4.               | Dulciana   | 8′ *   |
| 5.               | Octave     | 4′ *   |
| 6.               | Rohrflöte  | 4′     |
| 7.               | Rohrquinte | 2 ⁄3′  |
| 8.               | Octave     | 2′ *   |
| 9.               | Terz       | 1 3⁄5′ |
| 10.              | Cornett *  |        |
| 11.              | Mixtur *   |        |
| 12.              | Trompete   | 8′     |

| II Schwellwerk C–f3 |                  |             |
| 13.                 | Lieblich Gedackt | 16′ *       |
| 14.                 | Geigenprincipal  | 8′ *        |
| 15.                 | Salicional       | 8′ (ab c) * |
| 16.                 | Quintatön        | 8′          |
| 17.                 | Lieblich Gedackt | 8′ *        |
| 18.                 | Praestant        | 4′ *        |
| 19.                 | Blockflöte       | 4′          |
| 20.                 | Vox coelestis    | 4′ **       |
| 21.                 | Waldflöte        | 2′ *        |
| 22.                 | Nassat           | 1 ⁄3′       |
| 23.                 | Krummhorn        | 8′          |

| Pedal C–f1 |              |           |
| 24.        | Prinzipalbaß | 16′ *     |
| 25.        | Subbaß       | 16′ *     |
| 26.        | Quintbaß     | 10 2⁄3′ * |
| 27.        | Cello        | 8′ *      |
| 28.        | Baßflöte     | 8′ *      |
| 29.        | Oktave       | 4′ *      |
| 30.        | Posaune      | 16′       |

- Koppeln: II/I, I/P, II/P, III/P, Oberoktav II/II, Oberoktav II/I, Oberoktav I/I, Generalkoppel
- Spielhilfen: zwei freie Kombinationen, Absteller (Handregister, Zungen, Crescendo), Tutti, Barock-Tutti, Tutti-Pedal,  Crescendowalze.
- * Pfeifen aus der ursprünglichen Rühlmann-Orgel, Register teilweise umbenannt
- ** hohe Oktave von einer der beiden Rühlmann'schen Vox-coelestis-Pfeifenreihen, Schwebung ergibt sich zusammen mit Salicional 8'

## Geläut
Bis 1914 hatte die Kirche ein Geläut aus drei Bronze-Kirchenglocken mit den Tönen a, d und f im Kirchturm. Zwei von ihnen mussten im Ersten Weltkrieg für Rüstungszwecke abgegeben werden. 
Seit 1922 gibt es ein Geläut mit drei Stahlglocken, gefertigt vom Bochumer Verein, mit der Tonfolge cis', e' und g'.

## Impressionen

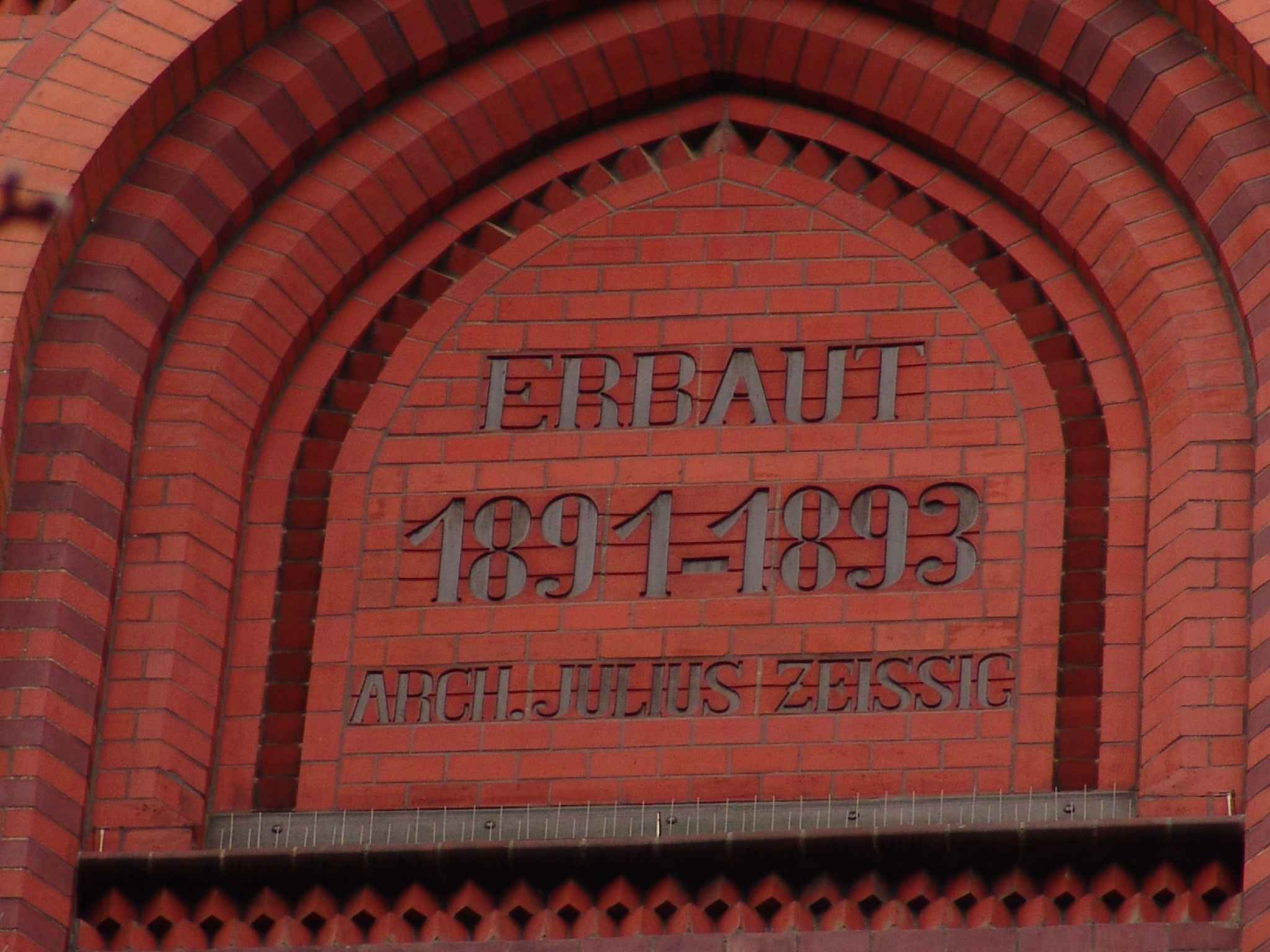
Tympanon an der Ostseite der Lukaskirche
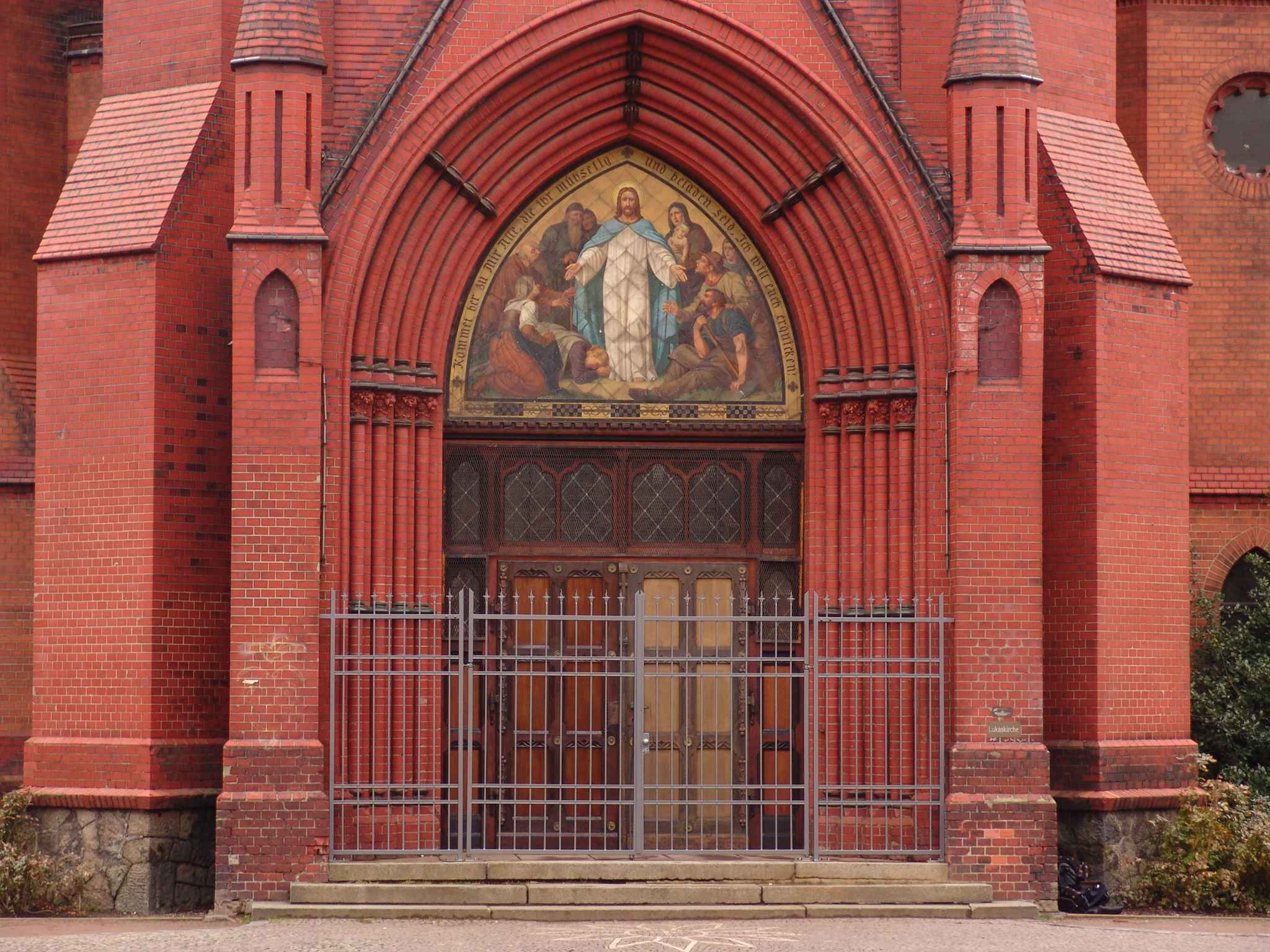
Nordportal mit Christusdarstellung und dem Heilandsruf (Mt 11,28 EU) im Tympanon
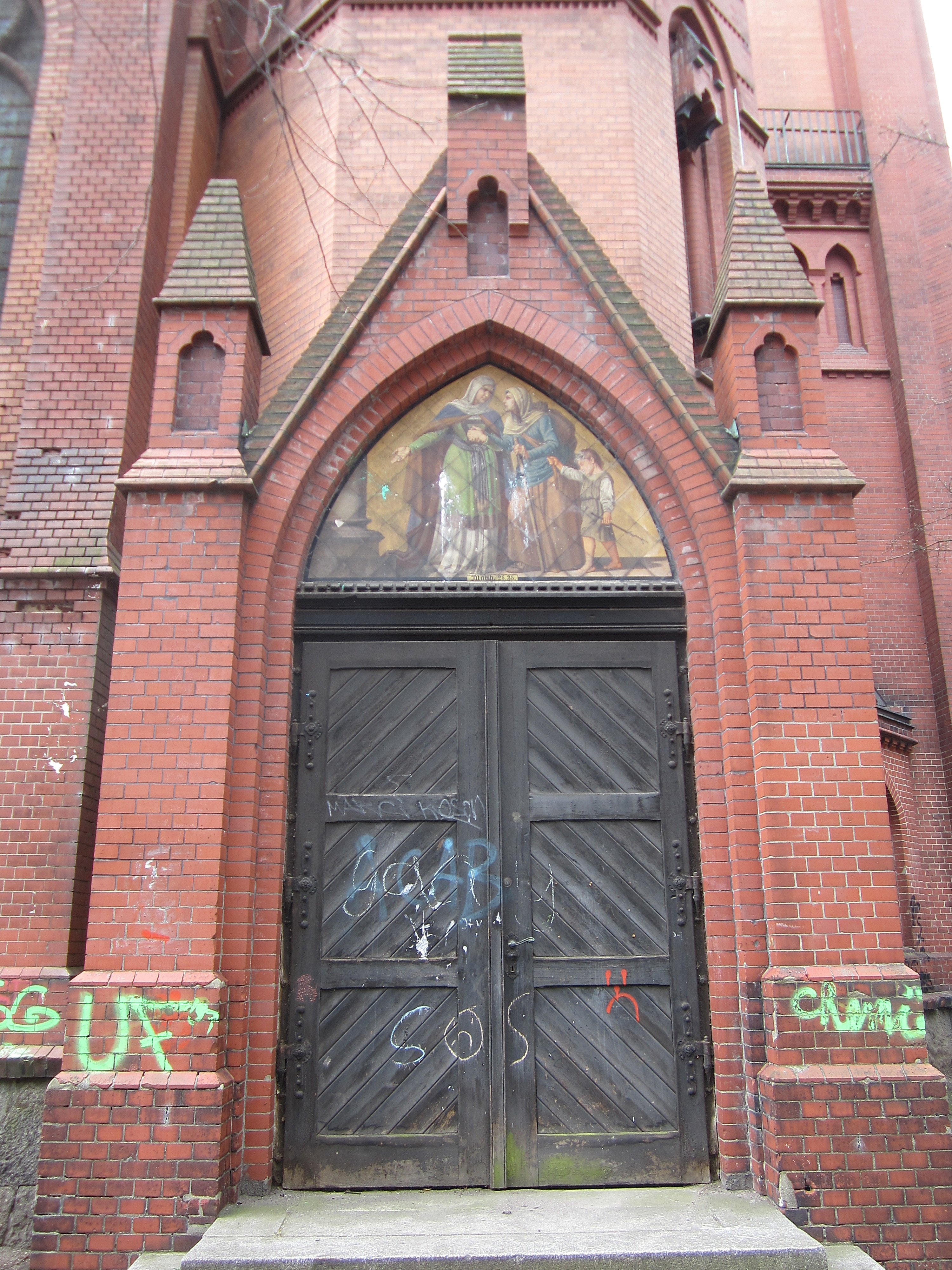
Portal mit Darstellung der Aufnahme von Fremden und dem Verweis auf Mt 25,35 EU im Tympanon
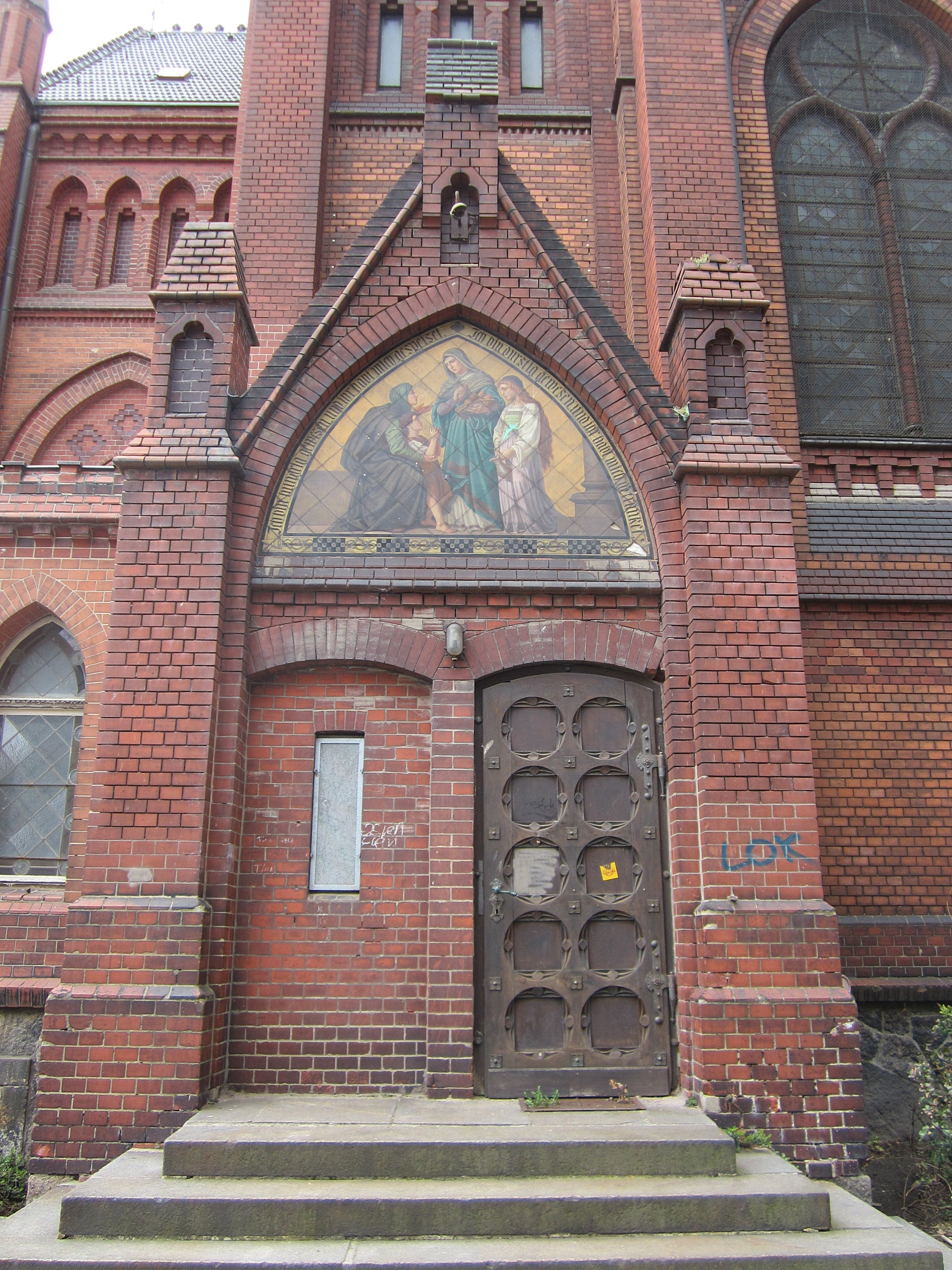
Portal mit Darstellung der Speisung von Hungrigen mit dem Bibelwort „Denn ich war hungrig und ihr habt mir zu essen gegeben; ich war durstig und ihr habt mir zu trinken gegeben“ Mt 25,35 EU im Tympanon

## Pfarrer der Kirchgemeinde
Das Verzeichnis pfarrerbuch.de listet für die ursprüngliche Kirchgemeinde die 1. Stelle (Pfarrer), die 2. Stelle (Diakon) und die 3. Stelle (Diakon) auf.
Pfarrer
- 1528 – 1533 Schubart, Johann
- 1886 – Sparwald, Friedrich Wilhelm
- 1891 – Weicksel, Friedrich Gustav *Paul
- 1906 – Liebscher, August Hugo
- 1923 – Lepper, Karl August
- 1927 – Zietzschmann, Ernst *Friedrich Gotthelf
- 1931 – Richter, Walter *Gerhardt
- 1933 – Peuckert, Robert Hellmuth *Werner
- 1947 – Wach, *Hugo Paul Albrecht
- 1953 – Lipski, Otto
- 1956 – Hänig, Werner
- 1956 – Häusler, Kurt Johannes *Rudolf
- 1963 – Münkwitz, Klaus
- 1963 – Martin, Heinz
- 1968 – Hansmann, Rolf-Dieter
- 1976 – Berger, Matthias
- 1987 – Birkner, Ulrike
- 1988 – Mickel, Tobias

Ab 1985 wirkte Christoph Wonneberger als Pfarrer in dieser Kirchgemeinde.